# 卡场镇
卡场镇，是中华人民共和国云南省德宏傣族景颇族自治州盈江县下辖的一个乡镇级行政单位。

## 行政区划
卡场镇下辖以下地区：
吾帕村、卡场村、五排村、草坝寨村和黑河村。